# C型インフルエンザウイルス
C型インフルエンザウイルス(英: Influenza C virus)とはオルソミクソウイルス科に属するウイルスの1種であり、A型インフルエンザウイルス、B型インフルエンザウイルス同様、インフルエンザを引き起こす。C型インフルエンザウイルス属に属する唯一のウイルスである。
C型インフルエンザウイルスはヒトとブタに感染し、インフルエンザを引き起こすことが知られている。
C型インフルエンザウイルスによるインフルエンザはA型インフルエンザウイルス、B型インフルエンザウイルスに比べ、重篤になることは稀である。
局地的なエピデミックを引き起こす可能性も少ない。